# Dactylostoma collinii
Dactylostoma · Dactylostomatidae
Famille
Genre
Espèce
Synonymes
- Dactylophrya collinii Gajewskaja, 1929

Dactylostoma collinii, unique représentant du genre Dactylostoma et de la famille des Dactylostomatidae, est une espèce de Ciliés de la classe des Kinetofragminophora et de l’ordre des Suctorida.

## Étymologie
Le nom Dactylostoma est dérivé du grec δάκτυλος / dáktylos, « doigt », et στομα / stoma, « bouche », en référence aux tentacules de l'organisme qui ressemblent à des doigts disposés sur sa partie buccale.

## Description
En 1929, Nadejda Gajewskaja (d) identifia dans les eaux douces du lac Baïkal un Dactylophrya, d’apparence identique au genre décrit par Collin en 1909 dans la Manche, à Roscoff.
Les principales caractéristiques du Dactylophrya du lac Baikal sont les suivantes : il a une tige épaisse et assez longue, qui s'élargit fortement de la base vers l'apex et, chez les grands individus, se plie sous le poids du corps massif. Les individus mesurent entre 40 et 65 μm sur 35 et 50 μm.
Le pédoncule, extrêmement transparent, montre les fines rayures longitudinales de ses faisceaux squelettiques. Le corps de l'infusoire est arrondi ou ovale, parfois allongé, renflé au milieu ; il repose sur le pédoncule par toute sa large face inférieure, l'extrémité apicale étant arrondie.
Les couches externes du protoplasme sont extrêmement transparentes, vitreuses et incolores ; l'endoplasme est à grain fin, coloré en jaune clair et également assez transparent. Le corps est enveloppé d'une fine « loge » difficile à détacher du corps.
Sur l'avant du corps il y a 12 à 15 grands tentacules de structure très particulière, qui occupent presque tout le quart avant de la surface du corps et y sont attachés à différents angles. Chaque tentacule distinctement séparé du corps de l'infusoire, ressemble à un tube lorsqu'il n'est pas contracté et mesure 30 μm de longueur sur 7 μm de largeur.
Deux parties peuvent être clairement distinguées dans le tentacule : la gaine externe et la tige axiale.
- la gaine externe peut se rétrécir à une très petite dimension ; au maximum de sa contraction, elle atteint presque le double de longueur, se gonfle au milieu et s'amincit aux deux extrémités, prenant la forme d'une bouteille ;
- la tige axiale, rétractée dans un fourreau, est recouverte d'une multitude de plis transversaux[1].

Dactylophrya a une vacuole pulsante au milieu du tiers supérieur du corps. Le macronoyau rond est situé dans le quart arrière du corps, trois petits micronoyaux sphériques se trouvent en dessous.

## Habitat et répartition
Dactylostoma n'a été décrit que dans les eaux douces du lac Baikal (près de la ville d’Irkoutsk ), à 714 m de profondeur, dans des eaux de température inférieure à 4 °C. C'est un épibionte d'un crustacé Gammaridae (exclusivement sur les antennes minces et longues de ces crustacés, parfois en groupes de dix, généralement protégés par des soies).

## Systématique
Le genre Dactylophrya a été décrit pour la première fois en 1909 par B. Collin, à partir d’un spécimen trouvé à Roscoff, sur les tentacules d’un hydroïde de la famille des Sertulariidae Diphasia attenuata (nl) ; l'espèce Dactylophrya roscovita Collin, 1909 a été rebaptisée Tachyblaston ephelotensis Martin, 1909, et classée dans la classe des Phyllopharyngea et la famille des Tachyblastonidae.
L'espèce de Gajevskaja, Dactylophrya collinii, a été rebaptisée Dactylostoma collinii, dans le genre type de la famille éponyme des Dactylostomatidae.

## Publication originale
- (en) A.V. Jankowski, « Phylogeny and divergence of suctorians », Doklady Akademii Nauk SSSR, vol. 242(2),‎ 1978, p. 493-496 (ISSN 0002-3264, lire en ligne)